# 권범택
권범택(1958년 9월 13일 ~ )은 대한민국의 배우이다.

## 출연작

### 영화
- 2004년 《아라한 장풍대작전》 ... 주치의 역
- 2006년 《길》 ... 득수 역
- 2009년 《마더》 ... 골프장 카트운전 교수 역
- 2009년 《차우》 ... 부검의 역
- 2010년 《의형제》 ... 북한교수, 지명훈 역
- 2010년 《반가운 살인자》 ... 경찰서장 역
- 2011년 《그대를 사랑합니다》 ... 만석 처 역
- 2011년 《엄마는 창녀다》 ... 상우 부 역
- 2011년 《아테나: 더 무비》
- 2011년 《모비딕》 ... 김 국장 역
- 2011년 《고래를 찾는 자전거》 ... 백 형사 역
- 2012년 《부러진 화살》 ... 이 교수 역
- 2012년 《아버지는 개다》 ... 아버지 역
- 2013년 《런닝맨》 ... 홍성훈 박사 역
- 2014년 《한공주》 ... 파출소장 역
- 2014년 《제보자》 ... 판사 역
- 2014년 《다우더》 ... 정희 아버지 역
- 2014년 《뽕2014》
- 2015년 《조선명탐정: 사라진 놉의 딸》 ... 공방 할아범 역
- 2015년 《함정》 ... 노인 역
- 2015년 《사도》 ... 늙은대신 역
- 2015년 《성난 변호사》 ... 법의학자 역
- 2015년 《거짓말》 ... 아영 새아빠 역
- 2015년 《도리화가》 ... 아첨관리 역
- 2016년 《글로리데이》 ... 판사 역
- 2016년 《나는 쓰레기다》 ... 아버지 역
- 2016년 《그랜드파더》 ... 관리소장 역
- 2016년 《형》 ... 경비아저씨 역
- 2016년 《미씽: 사라진 여자》 ... 판사 1 역
- 2016년 《윤리거리규칙》 ... 교감 역
- 2017년 《원라인》 ... 동아은행 권부행장 역
- 2017년 《사촌여동생》 ... 광호 부 역
- 2017년 《구세주: 리턴즈》 ... 장 회장 역
- 2017년 《미옥》 ... 바깥주인 역
- 2017년 《강철비》 ... NSC국방부장관 역
- 2017년 《사생》 ... 광호 父 역
- 2018년 《칼》 ... 준만 역
- 2018년 《공작》 ... 감 별사 역
- 2020년 《해치지않아》 ... 오 회장 역
- 2020년 《어떤 관계》
- 2021년 《게임의 법칙: 인간사냥》 ...
- 2022년 <리멤버>

### TV 드라마
- 2010년 SBS 대기획 《아테나: 전쟁의 여신》 ... 김명국 역
- 2011년~2012년 KBS2 주말드라마 《오작교 형제들》 ... 홍만석 역
- 2012년 KBS2 일일드라마 《닥치고패밀리》 ... 용출봉  역
- 2013년 MBC 월화드라마 《불의 여신 정이》
- 2014년 OCN 일요드라마 《리셋》
- 2015년 OCN 토요드라마 《실종느와르 M》 ... 은채린의 아버지 역
- 2015년 JTBC 주말연속극 《송곳》
- 2016년 MBC 주말특별기획 《옥중화》
- 2016년 SBS 수목드라마  《푸른 바다의 전설》
- 2017년 SBS 수목드라마 《조선 엽기 연애사》
- 2017년 SBS 월화드라마  《피고인》
- 2018년 넷플릭스 《킹덤》  ... 이승희 의원 역
- 2018년 MBC 수목드라마 《시간》
- 2018년 KBS2 수목드라마 《오늘의 탐정》
- 2018년 OCN 수목드라마 《신의 퀴즈: 리부트》 ... 박수호 역
- 2019년 Netflix 시리즈 드라마 《킹덤》 ... 이승희 의원 역
- 2019년 tvN 토일드라마 《아스달 연대기》 ... 올마대 역
- 2019년 TV조선 《조선생존기》 ... 돌이 (임꺽정 부) 역
- 2020년 MBC  < 더뱅커> ... 문화은행장 역
- 2021년 넷플릭스<킹덤외전> 이승희 의원역
- 2021년 JTBC <너를닮은 사람>컬랙터 역
- 2022년 jtbc <재벌집< 막내아들>여당대표 역
- 2022년 넷플릭스 <이상한변호사우영우>재판장 역
- 2022년 넷플릭스 <더글로리> 최원석 변호사 역
- 2023년 kbs <어쩌다마주친그대>
- 2023년 jtbc <나쁜엄마>
- 2023 년 채널a <가면의 여왕>

### 뮤지컬
- 1981년 《사운드 오브 뮤직》
- 1989년 《배비장전》
- 1996년 《애니깽》
- 《바라나시》>
- 1996년 《쇼코메디》
- 2011년 《머저리와 등신들》
- 2014년 《사랑의헛수고》
- 2017년 《그놈을 잡아라》
- 2017년 《웃어요 덕구씨》
- 2022년  <낙원상가>